# 澳門政改咖啡檔
澳門政改咖啡檔是社交網站臉書上一個以討論政治為主、建立於2012年澳門政治制度改革年間的網上社群。截至2019年1月，該社群共有11,467名成員。

## 網絡民意
2016年，在土地工務運輸局編製的《新城區總體規劃第三階段公眾諮詢民意調查研究總報告》中，「澳門政改咖啡檔」在諮詢期間發表的意見數，在十個發表意見最多的臉書群體中排行第四。

## 事件
2015年，澳門中級法院裁決一宗事隔13年和引起當地社會輿論大作的醫療事故，裁決兩名兒科醫生觸犯過失傷害罪。法院宣判後，當地多個醫療團體透過報章連續發表六次聲明，花約20萬澳門元刊登頭版廣告以聲討法院的判決，形容是醫療界「最黑暗的一天」，然而醫療團體的舉動和言論引起市民反彈，有聲音批評相關團體的行為是公然向法院施壓和挑戰司法獨立制度，其中「澳門政改咖啡檔」的成員發起行動，籌集資金在《訊報》、《論盡媒體》、《愛瞞日報》和《香港獨立媒體網》刊出「譴責醫療社團蔑視法官裁決」聯署聲明，有發起人認為醫療社團的表現「太恐怖」，擔心法官將來在壓力下會輕決不負責任的醫生。